# Liste des partis politiques en Palestine
Un parti politique est une organisation ayant pour but de promouvoir et, le cas échéant, de mettre en œuvre un projet politique.

## Partis politiques membres de l'Organisation de libération de la Palestine
- Fatah
- Parti du peuple palestinien
- Front de libération de la Palestine
- Front de lutte populaire palestinien
- Front de libération arabe
- Front populaire de libération de la Palestine
- Front démocratique pour la libération de la Palestine
- Front arabe palestinien
- Union démocratique palestinienne
- As-Saiqa

## Groupe terroriste
- Hamas
- Jihad islamique palestinien

## Autres partis politiques
- Front Populaire pour la Libération de la Palestine-Commandement Général
- Al-Moustaqbal
- Troisième voie
- Initiative nationale palestinienne
- Parti communiste révolutionnaire palestinien
- Mouvement Kafi
- Les Verts
- Fatah al-Intifada
- Fatah al-Islam
- Jound al-Cham
- Usbat al-Ansar

## Anciens partis
- Mouvement nationaliste arabe
- Parti communiste palestinien dont est issu l'actuel PPP, membre de l'OLP.